# Turniej o Puchar Rybnickiego Okręgu Węglowego 1962
Puchar Rybnickiego Okręgu Węglowego 1962 – zawody żużlowe, mające na celu wyłonienie zwycięzcy turnieju o Puchar ROW. Zawody w 1962 roku wygrał Joachim Maj.

## Finał
- Rybnik, 21 października 1962
- Sędzia:

| Msc. | Zawodnik            | Klub           | Pkt |           |  |
| ---- | ------------------- | -------------- | --- | --------- |  |
| 1    | Joachim Maj         | Rybnik         | 12  | (3,3,3,3) |  |
| 2    | Stanisław Tkocz     | Rybnik         | 11  | (3,3,3,2) |  |
| 3    | Paweł Waloszek      | Świętochłowice | 9   | (3,3,1,2) |  |
| 4    | Antoni Woryna       | Rybnik         | 8   | (2,3,2,1) |  |
| 5    | Waldemar Motyka     | Rybnik         | 7   | (0,2,2,3) |  |
| 6    | Mieczysław Połukard | Bydgoszcz      | 7   | (3,0,2,2) |  |
| 7    | Marian Kaiser       | Gdańsk         | 7   | (1,1,2,3) |  |
| 8    | Edward Kupczyński   | Bydgoszcz      | 7   | (2,2,1,2) |  |
| 9    | Marian Spychała     | Rzeszów        | 3   | (0,2,0,1) |  |
| 10   | Henryk Żyto         | Leszno         | 3   | (0,1,1,1) |  |
| 11   | Andrzej Wyglenda    | Rybnik         | 2   | (1,u,1)   |  |
| 12   | Zdzisław Waliński   | Leszno         | 1   | (0,0,1,0) |  |
| 13   | Jan Malinowski      | Rzeszów        | 0   | (0,u,0,0) |  |